# Marina Pachinuapa
Marina Pachinuapa, conhecida como Marina Mangedye quando solteira (, ), é uma militar da reserva moçambicana. Foi combatente das Forças Populares de Libertação de Moçambique (FPLM) na luta da libertação de Moçambique.